# Antonio S. Pedreira
Antonio Salvador Pedreira Pizarro (13 de junio de 1899 en San Juan (Puerto Rico) – 23 de octubre de 1939). Fue un escritor y educador. Su ensayo historiográfico Insularismo de 1934 se considera una de las obras de análisis nacional más importante del siglo XX. Fue profesor en la Universidad de Puerto Rico y director del Departamento de Estudios Hispánicos.

## Educación
Sus estudios primarios los hizo en Caguas y los Secundarios en la escuela superior de la Universidad.
En el 1918 ingresó en la Universidad de Puerto Rico, donde se graduó de la Escuela Normal en el 1920 y de Bachillerato en Artes en 1923, graduándose la medalla de oro "Scoville".
Prosiguió estudios en la Universidad de Columbia en Nueva York y en el 1926 obtuvo la maestría en Artes. En la misma universidad de Columbia continuó haciendo su doctorado. Llevado por el deseo de participar del ambiente intelectual de la España del momento, se marchó a este país a terminar sus estudios. En el 1932, se recibió de Doctor en Filosofía y Letras de la Universidad central de Madrid. [Antonio S. Pedreira "Antología de su Obra"]

## Vida laboral
Por vocación Pedreira fue maestro y lo fue con devoción. A partir del año 1921 enseñó en la Universidad de Puerto Rico. Luego, mientras estudiaba en Nueva York enseñó en la Universidad de Columbia y en el Brooklyn Institute of Arts and Sciences.
A su regreso a Puerto Rico, en el 1927, pasó a ser el primer Director del Departamento de estudios Hispánicos de La U.P.R., cargo que ocupó toda la vida. Desde su cátedra en ese departamento dictó cursos generales y monográficos de literatura española, creando toda una generación de discípulos. [Antonio S. Pedreira "Antología de su Obra"]

## Vida literaria
El periodismo interesó vivamente a Pedreira. Para Pedreira el periódico era el vehículo principal para la expresión de la cultura puertorriqueña. Su misión fue hacer del libro ese vehículo. Pedreira comienza su ancha misión de escritor paralela a su cometido de pedagogo. Es para la fecha en que da comienzo a sus estudios de profesor en la U.P.R.,de 1918 a 1920, cuando su nombre llegaba al pueblo a través de los periódicos que publican versos, artículos y crónicas suyas. Colaboró en los principales periódicos del país. En "El Mundo" mantuvo una columna de crítica literaria titulada Aclaraciones y Crítica.
Sus juicios eran severos, idóneos y orientadores. Junto con Alfredo Collado, Samuel R. Quiñones y Vicente Polanco fundo la revista Índice en el año de 1929 y fue su colaborador constante. "Índice" llevaba a Pedreira a enfrentarse con los más serios problemas de cultura que la sociedad puertorriqueña de sus tiempos confrontaba. En el segundo número de su revista abre una encuesta con dos interrogaciones que son latigazos sobre la faz dormida de la conciencia colectiva en Puerto Rico. "¿Qué somos? ¿Cómo somos?" Para Pedreira "Índice" tenía tres propósitos: Valorar, definir y orientar, sin rodeos eufemistas, plantear el problema. ["Buceador de la Cultura Puertorriqueña" por Fernando Sierra Berdecía.

## Visión del alma puertorriqueña
La obra de Pedreira está permeada por la preocupación con el "Alma Colectiva" del pueblo puertorriqueño y sus libros -directa o indirectamente- son un intento de búsqueda e interpretación de nuestra personalidad colectiva de algún aspecto de esta, sin que esta preocupación respondiera a "faena política" como algunos han querido interpretar póstumamente.
Atravesó las aguas borrosas de la psicología puertorriqueña y volvió de revés al hombre y su medio. Azote y voz están en el "Insularismo", obra básica en el planteamientos de los problemas culturales de Puerto Rico. En esa misma obra refuta las palabras de Rosendo Matienzo Cintrón y Mariano Abril, negando el primero en 1903, y el segundo en 1929, la existencia del alma puertorriqueña. "Nosotros creemos honradamente -dice Pedreira-, que existe el alma puertorriqueña disgregada, dispersa, en potencia, luminosamente fragmentada, como un rompecabezas doloroso que no ha gozado nunca de su integridad". Pedreira hace la información después de mostrarnos los fragmentos, señalados, dónde están y cómo son. Están en la historia puertorriqueña y en la psicología del pueblo al igual que en los mismos puertorriqueños. ["Buceador de la Cultura Puertorriqueña" por Fernando Sierra Berdecía]

## Obras[2]
- De los nombres de Puerto Rico (1927)
- Aristas (1930)
- Hostos, ciudadano de América (1932)
- Bibliografía puertorriqueña (1493-1930) (1932)
- Insularismo: Ensayos de interpretación puertorriqueña (1934) Su obra capital.
- La actualidad del jíbaro (1935)
- El año terrible del 87  (1937)
- Un hombre del pueblo: José Celso Barbosa (1937)
- Aclaraciones y críticas (1941)
- El periodismo en Puerto Rico (1941)